# 橢圓鬍鯰
橢圓鬍鯰（学名：Clarias olivaceus），為輻鰭魚綱鯰形目塘虱魚科的其中一種，其种加词“olivaceus”意为“橄榄绿色的”。分布於亞洲蘇門答臘淡水流域，體長可達24.2公分，棲息在底層水域，生活習性不明。